# 科尔纳莱和巴斯蒂达
科尔纳莱和巴斯蒂达（義大利語：Cornale e Bastida）是意大利伦巴第大区帕維亞省的市镇。面积为3.82平方公里，2012年人口数量为892人。
该市镇是在2014年2月4日由原科尔纳莱和巴斯蒂达德多西两市镇合并而成。